# بمب‌گذاری کافه مومنت
بمب‌گذاری کافه مومنت (به انگلیسی: Café Moment bombing) یک بمب‌گذاری انتحاری فلسطینی در یک کافی‌شاپ در مرکز شهر اورشلیم بود که در آن ۱۱ غیرنظامی اسرائیلی کشته و ۶۵ نفر دیگر زخمی شدند. این بمب‌گذاری در ۹ مارس ۲۰۰۲ به عنوان بخشی انتفاضه دوم انجام شد.

## حمله
در ۹ مارس ۲۰۰۲، اندکی قبل از ساعت ۲۲:۳۰، یک بمب‌گذار انتحاری فلسطینی وارد کافه مومنت در محله ریحاویه اورشلیم در تقاطع خیابان غزه و خیابان بن میمون، واقع در حدود ۱۰۰ متری اقامتگاه نخست‌وزیر شد. در آن زمان، این کافه یکی از محبوب‌ترین مراکز تفریحی اورشلیم بود. بمب‌گذار انتحاری بلافاصله پس از ورود به ساختمان، بمب قدرتمندی را که در زیر لباسش پنهان شده بود، منفجر کرد. نیروی انفجار به‌طور کامل مغازه را ویران کرد، بلافاصله ۱۱ غیرنظامی اسرائیلی کشته و ۶۵ نفر زخمی شدند که ۱۰ نفر از آن‌ها به طرز وخیمی مجروح شدند.

## عاملان

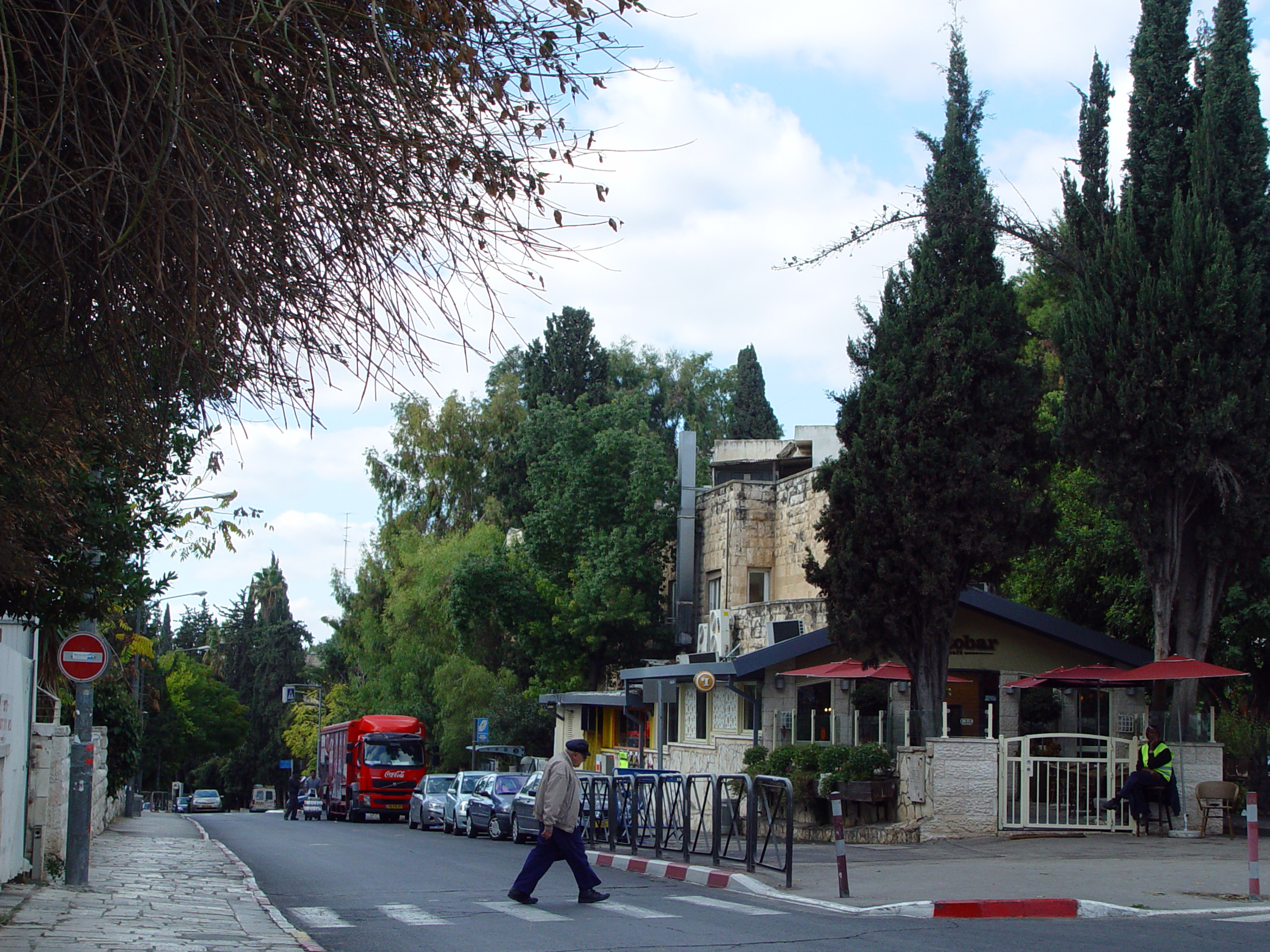
کافه مومنت، ۲۰۰۹

حماس مسئولیت این حمله را بر عهده گرفت.

## تحقیق و بررسی
در ۱۷ اوت ۲۰۰۲، نیروهای امنیتی اسرائیل اعضایی از حماس را که این حمله را انجام داده بودند، دستگیر کردند. ستیزه‌جویان ساکن اورشلیم شرقی بودند. آن‌ها به دلیل اقامت دائم در اسرائیل، کارت‌های هویت آبی اسرائیلی را حمل می‌کردند که به آنها اجازه می‌داد در اسرائیل کار کنند و به راحتی در اسرائیل سفر کنند. در حالی که نیروهای امنیتی اسرائیل در حال بررسی این حادثه بودند متوجه شدند این افراد که در رسانه‌ها از آن‌ها به عنوان «سلول سیلوان» یاد می‌شود، مسئول یک سری حملات علیه غیرنظامیان اسرائیلی از جمله حمله به کافه مومنت بوده‌اند که در در مجموع ۳۵ غیرنظامی اسرائیلی کشته و ۲۰۰ نفر دیگر زخمی شدند. به گفته نیروهای امنیتی اسرائیل، این افراد بر اساس دستوراتی که از مقر حماس در رام‌الله دریافت کرده بودند، عمل می‌کردند. حماس به آن‌ها دستور داده بود تا یک فضای عمومی شلوغ را برای انجام یک حمله انتحاری با تلفات گسترده پیدا کنند.
در اکتبر ۲۰۱۱، اعضای گروه سیلوان همگی به عنوان بخشی از تبادل زندانیان گیلاد شلیت از زندان آزاد شدند.

### طرح دعوی در دادگاه
شکایتی علیه بانک عرب به دلیل تأمین مالی این حمله ثبت شد.

## پیامد
این حمله در ماه مارس ۲۰۰۲ رخ داد که در آن اسرائیل بیشترین میزان تلفات انتفاضه دوم را متحمل شد - ۱۱۱ سرباز و غیرنظامی اسرائیلی در طول آن ماه در بیش از ۱۲ حمله توسط شبه‌نظامیان در سراسر کشور کشته شدند. این حملات در ۲۷ مارس ۲۰۰۲ با کشتار عید پسح به اوج خود رسید که منجر به تصمیم دولت اسرائیل برای راه‌اندازی یک عملیات نظامی بزرگ علیه زیرساخت‌های شبه نظامیان فلسطینی در کرانه باختری شد